# 팔정사 목 보살좌상(대세지보살)
팔정사 목 보살좌상(대세지보살)(八正寺 木 菩薩坐像(大勢至菩薩))은 대한민국 서울특별시 성북구, 팔정사에 있는 조선시대의 불상이다. 2004년 7월 26일 서울특별시의 유형문화재 제184호 팔정사 목대세지보살좌상(八正寺 木大勢至菩薩坐像)로 지정되었다가, 2009년 6월 4일 팔정사 목 보살좌상(대세지보살)(八正寺 木 菩薩坐像(大勢至菩薩))로 문화재 지정명칭이 변경되었다.

## 개요
팔정사 목대세지보살상은 17세기 말 18세기 초 경에 조성된 목(木)보살 양식을 보여주는 전형적인 목보살좌상(木菩薩坐像)으로, 현재 팔정사 극락보전(極樂寶殿)에 아미타불(阿彌陀佛)의 오른쪽 협시보살(脇侍菩薩)로 봉안되어 있다. 전해지는 말에 따르면 충남 공주에 있는 마곡사의 한 암자에서 모셔왔다고 한다.
이 보살상은 머리에 화려한 보관(寶冠)을 쓴 채 두 손으로는 길게 연꽃가지를 들고 결가부좌(結跏趺坐)하고 있는데, 신체에 비하여 보관을 쓴 머리부분(頭部)이 다소 큰 편이다. 머리는 머리카락을 위로 모아 상투식으로 묶었다. 보살상의 상투는 일반적으로 원통형으로 표현되는데 여기에서는 원형으로 되어 있는 것이 특징이다. 보살상의 머리카락은 이마 앞부분에 가지런하게 표현되었으며, 그 중 두 가닥이 귀 앞으로 흘러내리고 어깨 위에서 다시 세 가닥으로 갈라져 팔 위 부분까지 늘어져 있다.
머리 위에는 다소 무거워 보이는 듯한 보관을 쓰고 있는데, 양쪽이 낮고 가운데 부분이 높은 산형(山形)을 이루고 있다. 보관은 얇은 금속판을 잘라 문양을 만들어 붙이는 방식으로 제작되었다. 보관의 아래 부분에는 보주(寶珠 :구슬무늬)와 운문(雲文 :구름무늬) 등으로 장식하고 위 부분에는 화
염이 활활 타오르는 듯한 화염보주(火焰寶珠)로 장식하였으며, 보주의 가장자리를 압출기법(壓出技法 :뾰족한 도구로 꾹꾹 눌러가며 문양을 만드는 기법)의 연주문(連珠文 :연속 사슬무늬)으로 장식하여 더욱 화려해 보인다.
이마 양쪽 부분에는 리본형의 관대(冠帶:관 끈)와 화염부조(火焰浮彫)가 덧붙여져 있다. 화염이 활활 타오르는 듯한 이러한 화염보관(火焰寶冠)은 중국의 명(明)나라 때부터 보살상의 보관에 애용된 것으로서, 우리나라에서는 조선후기 보살상의 보관으로 크게 유행하였다.
얼굴은 고개를 약간 숙이고 있으며 전체적으로 사각형에 가깝다. 궁형(弓形)의 눈썹 사이에는 큼직하게 백호(白毫)가 표현되었고 눈은 거의 감은 듯하다. 코는 큰 편으로 비량(鼻粱 :콧등)이 다소 넓으며 얇은 입술에는 미소가 어려 있다. 목에는 아래 부분에 가늘게 삼도(三道)가 그어져 있고 두 귀는 길게 어깨부분까지 늘어져 있다.
신체는 단아(端雅)한 편으로, 결가부좌한 무릎 폭이 약간 좁은 듯하나 안정된 자세를 취하고 있다.어깨에는 통견(通肩 :두 어깨를 감싸 가사를 입는 방식)의 법의(法衣)를 입고 있으며 넓게 트인 가슴 가운데에는 군의(裙衣)를 입고 있으나, 가슴에는 아무런 영락(瓔珞 :목걸이) 장식이 없어 마치 불의(佛衣)를 입은 듯하다. 수인(手印 :부처나 보살이 짓는 손 모양)은 오른손은 무릎 위에,왼손은 가슴 위로 들어 두 손으로 길게 연꽃가지를 들고 있는데 두 손은 모두 별도로 조성하여 끼운 것이다.
이 보살상의 존명(尊名)에 대해서는 보관(寶冠)에 아무런 지물(持物)이 표현되지 않아 확언할 수는 없지만 일반적으로 관음보살(觀音菩薩)의 경우 보관에 아미타불(阿彌陀佛)이 표현되는 것으로 보아 아마도 대세지보살상(大勢至菩薩像)으로 봉안되었던 것으로 생각된다. 상(像)의 바닥에는 뒤쪽으로
치우쳐져서 복장공(腹藏孔)이 있으나 현재 복장물(腹藏物)은 남아있지 않다.
이상에서 살펴보았듯이 팔정사 목대세지보살상은 높고 화려한 보관(寶冠), 방형적(方形的)얼굴에 턱을 궁글린 점, 사각형적인 체구와 평판적인 특징, 특히 오뚝한 코 등은 1651년 작 신흥사(新興寺) 목아미타삼존상(木阿彌陀三尊像) 가운데 대세지보살상(大勢至菩薩像)과 유사하며 1706년 작 불갑사(佛甲寺) 팔상전(八相殿) 석가삼존상(釋迦三尊像), 1710년 작 오대산(五臺山) 북대(北臺) 불상(佛像)등 17세기 말에서 18세기 초에 유행하던 목불상 양식을 잘 반영하고 있으며, 정연한 조각수법으로 보아 당대(當代)를 대표할 수 있는 대세지보살의 예로 손꼽을 수 있으므로 조선 후반기 불상조각 연구에 귀중한 자료로 평가된다. 비록 아미타삼존(阿彌陀三尊 :아미타불,관음보살,대세지보살 3尊을 지칭)중 1구(軀)만이 남아있기는 하지만 보관(寶冠) 및 지물(持物)에 이르기까지 완전하게 남아있으며 서울시에 남아있는 드문 예 중 하나이다.
이상에서 살펴본 바와 같이 팔정사목대세지보살상은 17세기 말～18세기 초에 유형하던 목불상 양식을 반영하고 조각수법에 있어 당대를 대표할 수 있는 대세지보살이며 원형도 잘 유지되고 있어 서울시 유형문화재로 지정하여 보존할 가치가 있다

## 참고 자료
- 팔정사 목 보살좌상(대세지보살) - 국가유산청 국가유산포털